# Sint-Juliaanskerk (Oudergem)

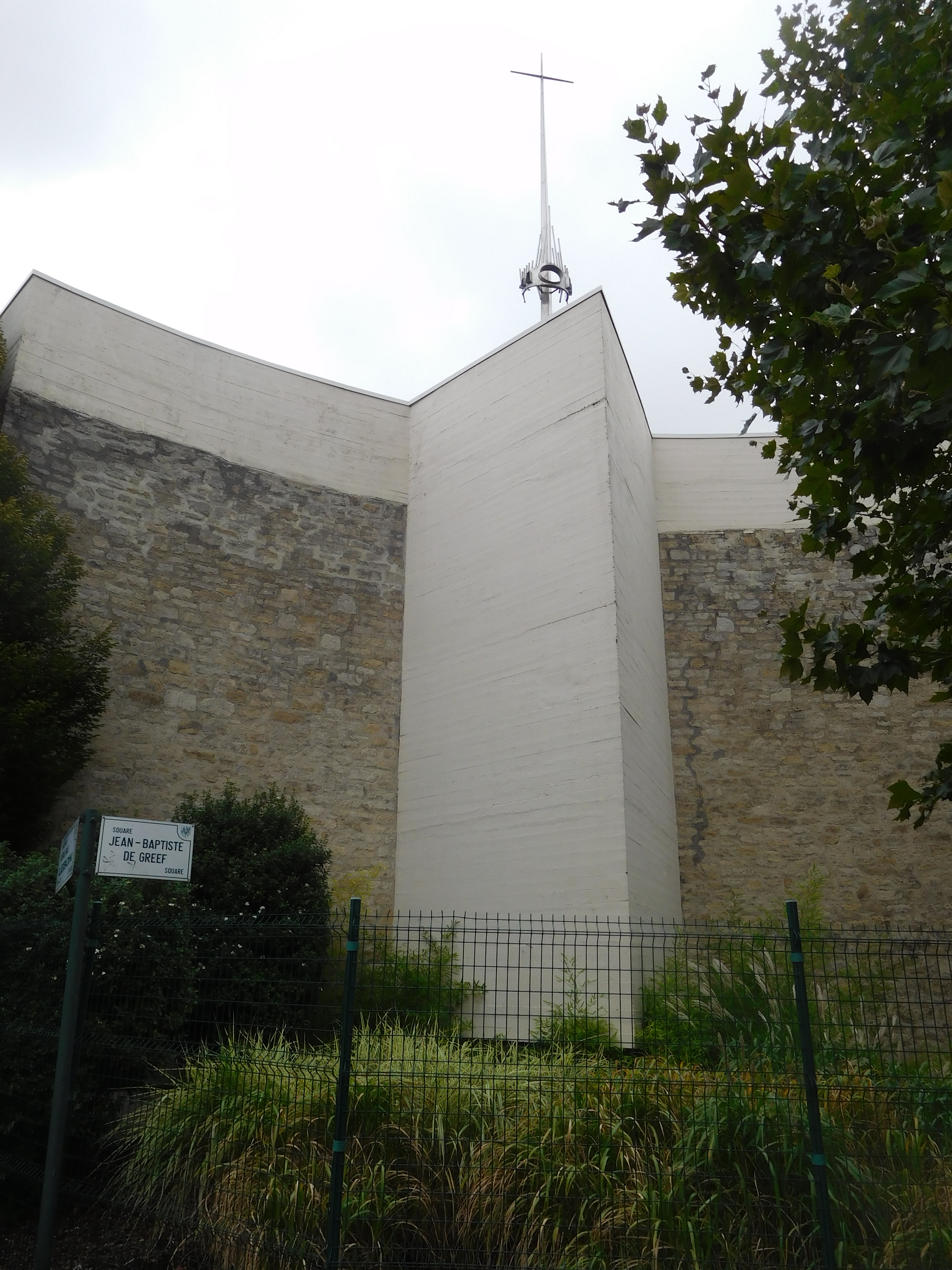
De Sint-Juliaanskerk, te Oudergem (Brussel)

De Sint-Juliaanskerk  (Frans: Église Saint-Julien) is een kerkgebouw in de Belgische gemeente Oudergem in het Brussels Hoofdstedelijk Gewest. De kerk staat aan de Gabriel Emile Lebonlaan 1 in het uiterste zuidwesten van de wijk Vogelzang in het noordwesten van de gemeente. Ten zuiden van de kerk begint de 'Sint-Juliaanskerklaan.
De kerk is opgedragen aan de heilige Julianus van Brioude.

## Geschiedenis
In 1906 werd het kerkgebouw gebouwd. De grond waarop de kerk werd gebouwd werd goedkoop ter beschikking gesteld door de familie Plissart. De keuze voor de beschermheer van Julianus van Brioude kan komen van het feit dat de familie Plissart van de Sint-Julianuskerk uit Aat afkomstig is die ook gewijd is aan Julianus. De nieuwe priester begon onmiddellijk met de bouw van de kerk.
Het gebouw werd als tijdelijk beschouwd en op 27 september 1912 doneerde Nestor Plissart een stuk grond voor de bouw van de definitieve kerk.
In 1965 werd het kerkgebouw vervangen door een modern kerkgebouw aan de Gabriel Emile Lebonlaan. De oude kerk werd in 1989 gesloopt.
De eerste parochieschool van Saint-Julien wordt gebouwd door de hoofdpriester, op een perceel van 4a 31ca (are/centiare) gelegen voor de kerk en verworven op 30 juni 1913 door Nestor Plissart voor 12 francs per vierkante meter.